# Đức Khuê
Nguyễn Đức Khuê (sinh ngày 13 tháng 10 năm 1968 tại Hà Nội) là một nam diễn viên người Việt Nam. Ông được biết đến qua các bộ phim Của rơi và Hàng xóm. Ông được Nhà nước phong tặng Danh hiệu Nghệ sĩ Ưu tú vào năm 2011. Hiện ông đang công tác tại Nhà hát Tuổi Trẻ.

## Tiểu sử và sự nghiệp
Đức Khuê sinh ngày 13 tháng 10 năm 1968 tại Hà Nội. Năm 1988, ông tốt nghiệp đại học chính quy của Trường Đại học thương mại. Vào năm 1990, Nhà hát đã mở cuộc thi diễn viên và ông đã thử sức, cuối cùng ông đã đỗ khóa đào tạo diễn viên của Nhà hát. Năm 1994, ông tốt nghiệp. Sau khi tốt nghiệp, ông làm việc luôn tại Nhà hát từ đó cho tới nay. Năm 1995, ông nhận được bằng khen tại Hội diễn Sân khấu kịch nói toàn quốc. Giải Nam diễn viên xuất sắc nhất trong vai Dương Thắng - phim Của rơi và Hà - phim Hàng xóm tại Liên hoan Phim Việt Nam lần thứ 14.

## Đời tư
Năm 1995, ông kết hôn với Ngọc Lan. Cả hai người đã có với nhau hai người con, con trai cả sinh năm 2001, cô con gái út sinh năm 2002.

## Danh sách phim
Danh sách này không đầy đủ; bạn có thể giúp đỡ bằng cách mở rộng nó.

### Phim truyền hình
| Năm  | Tác phẩm                                      | Vai diễn           | Kênh          | Vai trò   | Nguồn |
| ---- | --------------------------------------------- | ------------------ | ------------- | --------- | ----- |
| 1994 | Của rơi                                       | Thắng              | Phim điện ảnh | Vai chính |       |
| 1994 | Hàng xóm                                      | Hà                 | Phim điện ảnh | Vai chính |       |
| 1997 | 5 ngày làm thượng đế                          |                    | VTV3          |           |       |
| 1997 | Ngày tết nhiệm màu                            |                    | H1            |           |       |
| 1998 | Bỏ vợ                                         |                    | VTV3          |           |       |
| 1998 | Đường ra thành phố                            | Phương             | H1            |           |       |
| 1998 | Chuyện ngoài sân cỏ                           | Phong              | VTV3          |           |       |
| 1998 | Vĩ thanh                                      | Vũ                 | VTV3          |           |       |
| 1999 | Công việc đặc biệt                            | Tùng               | VTV3          |           |       |
| 1999 | Chiến dịch khoai cụ khóm                      |                    | VTV3          |           |       |
| 2001 | Lời thề Hypocrat                              |                    | H1            |           |       |
| 2002 | Câu chuyện quanh trái bóng                    | Bác sĩ             | VTV3          |           |       |
| 2002 | Hoa xương rồng                                | Tín                | VTV3          |           |       |
| 2002 | Quỳnh Chi và Lệ Chi                           | Lương              | VTV3          |           |       |
| 2003 | Tin lành tháng chạp                           |                    | VTV1          |           |       |
| 2003 | Tìm mẹ                                        | Sơn                | VTV1          |           |       |
| 2003 | May ơi là may                                 | Khuê               | VTV3          |           |       |
| 2003 | Cảnh sát hình sự: Phía sau một cái chết       | Tuy                | VTV3          |           |       |
| 2004 | Hoa đào ngày tết                              | Hải                | VTV3          |           |       |
| 2005 | Cô dâu Việt                                   | Khuê               | VTV3          |           |       |
| 2005 | Nắng trong mắt bão                            | Phát               | H1            |           |       |
| 2005 | Xóm gà trống                                  | Hùng               | VTV3          |           |       |
| 2006 | Ôi! mẹ chồng                                  | Đông               | VTV3          |           |       |
| 2006 | Em không phải là đàn bà                       |                    | VTV3          |           |       |
| 2006 | Đèn vàng                                      | Văn                | VTV3          |           |       |
| 2007 | Biên kịch nghiệp dư                           | Đại Đồng           | VTV1          |           |       |
| 2007 | Ở trọ trần gian                               | Hải                | VTV3          |           |       |
| 2008 | Cảnh sát hình sự: Tên sát nhân có tài mở khóa | Bác Sĩ Tấn         | VTV1          |           |       |
| 2008 | Chàng trai đa cảm                             | Thái               | VTV1          |           |       |
| 2008 | Con đường hạnh phúc                           | Thịnh              | Let's Viet    |           |       |
| 2008 | Cảnh sát hình sự: Cổ vật                      | Tuấn               | VTV1          |           |       |
| 2009 | Lập trình cho trái tim                        | Mạnh "quặp"        | VTV3          |           |       |
| 2009 | Người đàn bà thứ hai                          | Hùng               | VTV3          |           |       |
| 2009 | Bộ tứ 10A8                                    | Bố của Phan Linh   | VTV3          |           |       |
| 2010 | Thời khắc may mắn                             |                    | VTV1          |           |       |
| 2011 | Sức ép tông đường                             | Bảo                | VTV3          |           |       |
| 2011 | Chủ tịch tỉnh                                 | Chung              | VTV1          |           |       |
| 2012 | Ông tơ hai phẩy                               | Phúc               | VTV1          |           |       |
| 2012 | Siêu thị tình yêu                             |                    | Let's Viet    |           |       |
| 2013 | Trái tim kiêu hãnh                            | Ông Hoạt           | VTV6          |           |       |
| 2014 | Bánh đúc có xương                             | Đông Hưng          | VTV1          | Vai phụ   |       |
| 2014 | Hoa phượng trắng                              |                    | VTV6          |           |       |
| 2015 | Em là bà nội của anh                          | Quang              | Điện Ảnh      |           |       |
| 2015 | Đối thủ kỳ phùng                              | Quốc Thành         | VTV1          |           |       |
| 2015 | Lời ru mùa đông                               | Giáo Sư Phương     | VTV1          |           |       |
| 2016 | Găng tay đỏ                                   | Ba Hồng Việt       | Điện Ảnh      |           |       |
| 2017 | Những người nhiều chuyện                      | Tình               | VTV1          |           |       |
| 2018 | Tháng năm rực rỡ                              | Bố của Hiểu Phương | Điện Ảnh      |           |       |
| 2018 | Mẹ ơi, bố đâu rồi?                            |                    | VTV3          |           |       |
| 2019 | Nàng dâu order                                | Tiện               | VTV3          | Vai phụ   |       |
| 2021 | Mùa hoa tìm lại                               | Ông Trọng          | VTV3          | Vai chính |       |
| 2021 | Góc phố muôn màu                              | Ông Hoan           | VTV3          | Vai chính |       |
| 2021 | Phố trong làng                                | Ông Quyền          | VTV1          | Vai chính |       |
| 2022 | Đấu trí                                       | Ông Cửu            | VTV1          | Vai phụ   |       |
| 2023 | Đừng nói khi yêu                              | Ông Long           | VTV3          | Vai chính |       |
| 2023 | Gia đình "đại chiến" (mùa 2)                  | Ông Lượng          | VTV3          | Vai chính |       |
| 2023 | Cuộc đời vẫn đẹp sao                          | Chủ khách sạn      | VTV3          | Khách mời |       |
| 2023 | Chúng ta của 8 năm sau                        | Ông Lực            | VTV3          | Vai chính |       |
| 2024 | Vui lên nào anh em ơi                         | Ông Lợi (Bố Thắng) | VTV3          | Vai chính |       |
| 2024 | Đi giữa trời rực rỡ                           | Ông Vinh           | VTV3          | Vai chính |       |
| 2024 | Mật lệnh hoa sữa                              | Ông Mẫn            | H1            | Vai chính |       |
| 2025 | Gió ngang khoảng trời xanh                    | Ông Thành          | VTV3          | Vai phụ   |       |

### Hài Kịch
- Gala cười 2003 tiểu phẩm Bệnh nói nhiều
- Gặp nhau cuối năm (2010) Táo Dân Sinh
- Chôn nhời 4 và 5 (2017, 2018)
- I am râu quặp (2020)

## Giải thưởng và Đề cử
| Năm  | Giải thưởng                        | Hạng mục                     | Kết quả   |
| ---- | ---------------------------------- | ---------------------------- | --------- |
| 2005 | Liên hoan Phim Việt Nam lần thứ 14 | Nam diễn viên chính xuất sắc | Đoạt giải |

## Vinh danh
- Bằng khen tại Hội diễn Sân khấu kịch nói toàn quốc vào năm 1995
- Danh hiệu Nghệ sĩ Ưu tú (năm 2011)